# Portable Compiled Font
Pour les articles homonymes, voir Font.
Le Portable Compiled Font abrégé PCF est un format de description de fonte de caractères définie par une image matricielle. 
Il est portable, par le fait qu'il contient assez d'informations pour l'utiliser sur différents systèmes.
Il est écrit en format binaire pour raison d'efficacité.
Il a été créé par la maison DEC.
Des compilateurs existent pour convertir les fontes BDF en PCF. "bdftopcf" est le compilateur de polices de caractères de X Window System.